# 单链DNA

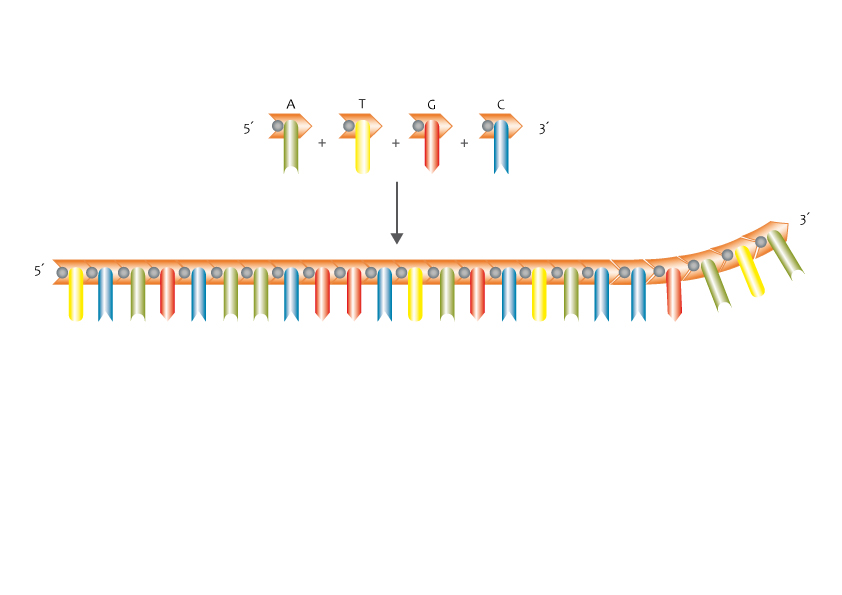
單鏈DNA的構造

单链DNA（single-stranded DNA，ssDNA）是仅由一条多个脱氧核糖核苷酸所组成的链状结构的DNA分子。单链DNA可以是双链DNA解链的产物，也可以是某些DNA病毒的基因组DNA存在的形式。
DNA分子以两条反向平行的单链DNA通过碱基对之间的氢键相连组成的双螺旋结构存在。单链DNA可由DNA分子经过人工热处理或碱处理而产生。

## 简介
单链DNA在分子流体力学性质、吸收光谱、碱基反应性质等方面都和双链DNA不同。遗传信息的转录只在某一条单链DNA的某些片段进行。
一般将双链DNA中作为模板的那条DNA单链称为模板链、转录链、反义链（或负义链、-DNA），它不具有遗传信息；与转录模板链碱基对互补的那条DNA链称为非模板链、编码链、有义链（或正义链、+DNA），遗传信息存在于这条单链上。